# Kościół Nawiedzenia Najświętszej Maryi Panny w Juszczynie
Kościół Nawiedzenia Najświętszej Marii Panny w Juszczynie – drewniany kościół parafialny Nawiedzenia Najświętszej Marii Panny w Juszczynie (Średniej). Wybudowany w latach 1924-1927. Znajduje się na Szlaku Architektury Drewnianej województwa śląskiego. Przy kościele od strony północno-wschodniej mieści się murowana kaplica.

## Historia
Komitet budowy kościoła został zawiązany w 1922, a świątynię wzniesiono w latach 1922-1927 według projektu Stanisława Moskalskiego, cieśli z Żywca, po tym jak odrzucony został droższy projekt Wacława Krzyżanowskiego z Krakowa. Wezwanie świątyni związane jest z wydarzeniem z 16 lipca 1908, kiedy to w nocy podczas po oberwaniu chmury wezbrana woda potoku Juszczynki spowodowała śmierć 21 miejscowych osób. Po tym wydarzeniu, które poruszyło całą Galicją mieszkańcy chcieli by nawiedzała ich Matka Boża i objęła ich opieką przed klęskami.

## Architektura
Kościół jest wzniesiony na kamiennej podmurówce, konstrukcji zrębowej, oszalowanej zarówno zewnątrz jak i wewnątrz. Trójbocznie zamknięte prezbiterium jest niewielkie w porównaniu do szerszej nawy. Od strony połudiownej przylega doń częściowo w nią wrośnięta wieża konstrukcji słupowej zakończona hełmem z metalowym krzyżem, a przed nią przedsionek. Przykrywający nawę i prezbiterium dach jest dwukalenicowy dach kryty miedzą (uprzednio ocynkowaną blachą).

## Wnętrze
Wnętrze przykryte jest sklepieniem kolebkowym ozdobionym rzeźbami w kształcie dziewięćsiłu. Ściany są oszalowane i pomalowane w ciemnym kolorze. Pośród neogotyckiego (pseudogotyckiego) wyposażenia wymienić można drewniany tryptykokształtny ołtarz główny z obrazem Nawiedzenia autorstwa Bema z Bielska, obok wyrzeźbione w drewnie lichtarze oraz figury śś. Piotra i Pawła z warsztatu rzeźbiarza Czulaka z Buczkowic. Obok ołtarza w prezbiterium znajduje się drewniana chrzcielnica wykonana przez Karola Kaletę i Władysława Polaka, miejscowych stolarzy. W tyle dwa konfesjonały, z czego starszy jest autorstwa Wiktora Głuszka z Białej Krakowskiej. Nad prezbiterium w zwieńczenu umieszczona jest symbolizująca Ducha Świętego gołębica, wyrzeźbiona i pozłocona. W drewnie wyrzeźbione są również ołtarze boczne w nawie. W lewym mieści się figura Najświętszego Serca Jezusa nad którą jest Święty Wojciech. W prawym ołtarzu jest św. Józef z Dzieciątkiem, pod posążkiem Maryi z Dzieciątkiem. W południowej części nawy znajduje się chór muzyczny, a pod nim na ścianie umieszczony jest polichromowany, drewniany, barokowy krucyfiks, a obok niego mniejszy z Chrystusem wykonanym z metalu. W wykrojonych ostrołukowo oknach znajdują się witraże. Po lewej stronie prezbiterium powiązane są z postacią Chrystusa i przedstawiają chleb, ryby, winną latorośl, monogramy P i IHS. Te z prawej związane są z Matką Najświętszą: różaniec, korona, gwiazda, białe lilie oraz monogram MARIA.